# Cyclocephala magdalenae
Cyclocephala magdalenae är en skalbaggsart som beskrevs av Young och Le Tirant 2005. Cyclocephala magdalenae ingår i släktet Cyclocephala och familjen Dynastidae. Inga underarter finns listade i Catalogue of Life.